# Maria Renata Saenger von Mossau
Maria Renata Singer o Saenger von Mossau (1680 – junio de 1749) fue una monja bávara ejecutada por herejía, brujería, apostasía y satanismo, siendo una de las últimas personas ejecutadas por estos cargos en Alemania y Europa.

## Trayectoria
Singer fue admitida en el convento de Unterzell en el Principado-Obispado de Würzburg en 1699, destacando por su gran piedad y siendo nombrada subpriora en 1740.
En 1746, una de las monjas, Cecilia, comenzó a sufrir convulsiones y afirmó estar poseída por demonios y poltergeists. Los ataques se extendieron por el convento y pronto varias monjas sufrieron ataques histéricos. Una de ellas murió, tras lo cual Singer fue señalada como satanista y maga. La iglesia realizó entonces un exorcismo en el convento, durante el cual las monjas rodaron por el suelo y "aullaron y gruñeron como gatas rabiosas". Durante un registro en la habitación de Singer, se encontraron venenos, ungüentos y túnicas extrañas.
Singer confesó a un confesor benedictino que era satanista y bruja; que en 1687, a la edad de siete años, había jurado lealtad a Satanás; a los doce, se había convertido en prostituta y había aprendido magia y a mezclar venenos; en 1694, había sido bautizada en una misa negra; y en 1699, había ingresado en el convento de monjas con el único fin de crear conflictos entre las "esposas de Cristo". La confesión fue resultado de la coerción, siendo este uno de los últimos casos de brujería perseguidos en Alemania.
Afirmaba ser una química experta y que prefería el veneno agua tofana desarrollado por Giulia Tofana en Nápoles. Dijo que estaba arrepentida, pero la Iglesia aun así la juzgó y la encontró culpable de brujería, herejía, brujería, apostasía y satanismo, y luego la entregó a las autoridades seculares para ser ejecutada.
Fue decapitada y luego quemada en junio de 1749.

## Legado
Sor María era una miembro anciana de la baja nobleza y de las órdenes sagradas, instalada en un claustro prominente. Su juicio por brujería y posterior ejecución fue un escándalo en toda Alemania y el norte de Italia. Los debates académicos que generó (entre el abad Tartarotti, Scipione Maffei, el conde Carli y otros) finalmente impulsaron el fin de la brujería como asunto legal.